# جوسيف هيرمان
جوسيف هيرمان (بالبولندية: Józef Herman)‏ هو رسام بولندي، ولد في 3 يناير 1911 في وارسو في بولندا، وتوفي في 19 فبراير 2000 في سوفولك في المملكة المتحدة.